# Эльги
Эльги́ (якут. Эльги) — река в Якутии, левый приток Индигирки, протекает по территории Томпонского и Оймяконского районов России.
Длина — 394 км, площадь водосборного бассейна — 68 200 км². Образуется при слиянии рек Дегдэг и Као, течёт по Эльгинскому плоскогорью. Питание дождевое и снеговое. Половодье с июня до середины сентября. Среднегодовой расход воды в 42 км от устья — 106 м³/с. Замерзает в октябре, вскрывается в конце мая — начале июня. Впадает в Индигирку на высоте 552 м над уровнем моря около Терюта.
По данным государственного водного реестра России относится к Ленскому бассейновому округу.

## Притоки
Основные притоки (объекты перечислены по порядку от устья к истоку):
- 11 км: Быйттах (лв.)
- 14 км: Кёгер-Юрях (пр.)
- 19 км: Большой Селерикан (пр.)
- 23 км: Диринь-Юрях (лв.)
- 35 км: Джарбанг (пр.)
- 37 км: Артык-Юрях (лв.)
- 50 км: Итимни (лв.)
- 56 км: Кокарин (пр.)
- 57 км: Тонор (лв.)
- 60 км: Талалах (Прав. Талалах) (пр.)
- 64 км: руч. Возвратный (пр.)
- 70 км: руч. Мшистый (пр.)
- 78 км: Балаганнах (пр.)
- 83 км: Арангас (лв.)
- 84 км: Эгелях (пр.)
- 92 км: Большой Дёлюгюённях (лв.)
- 96 км: руч. Угловой (пр.)
- 98 км: Малый Дёлюгюённях (лв.)
- 101 км: Тобычан (лв.)
- 115 км: руч. Непонятный (пр.)
- 122 км: Черняй (лв.)
- 125 км: Киенг-Юрях (пр.)
- 134 км: Сюрампы (лв.)
- 139 км: Джаргалах (Лев. Джаргалах) (лв.)
- 141 км: Ленкос (лв.)
- 145 км: Мугурдах (пр.)
- 153 км: руч. Пожарный (пр.)
- 155 км: без названия (пр.)
- 158 км: руч. Кыннах (пр.)
- 166 км: без названия (пр.)
- 177 км: руч. Обратный (пр.)
- 178 км: Тугухта (лв.)
- 182 км: без названия (пр.)
- 186 км: Чагачаннах (лв.)
- 187 км: Дюсинья (пр.)
- 193 км: без названия (пр.)
- 197 км: Талалах (лв.)
- 201 км: Тирехтях (лв.)
- 216 км: без названия (пр.)
- 218 км: Утачан (лв.)
- 242 км: Аяма (лв.)
- 244 км: Почин (лв.)
- 246 км: Букчулкан (лв.)
- 260 км: руч. Полярный (лв.)
- 266 км: без названия (пр.)
- 269 км: Аяба (пр.)
- 293 км: Пигва (лв.)
- 299 км: без названия (пр.)
- 313 км: Ганг (пр.)
- 314 км: без названия (лв.)
- 320 км: Тойдак (лв.)
- 326 км: руч. Почтенный (пр.)
- 339 км: Чайка (пр.)
- 344 км: Бумеранг (пр.)
- 346 км: Аргамант (лв.)
- 350 км: Грин (пр.)
- 350 км: Рай-Юрях (лв.)
- 352 км: без названия (лв.)
- 357 км: без названия (лв.)
- 364 км: без названия (лв.)
- 373 км: без названия (пр.)
- 375 км: Сепкиння (лв.)
- 376 км: руч. Осенний (лв.)
- 386 км: Сыбаллах (лв.)
- 388 км: Омчукунья (лв.)
- 394 км: Као (пр.)
- 394 км: Дегдега (лв.)